# Championnat de Trinité-et-Tobago de football
Le Championnat de Trinité-et-Tobago de football, appelé TT Premier Football League, est le championnat professionnel de football masculin de plus haut niveau de la Fédération de Trinité-et-Tobago de football. Il regroupe les meilleurs clubs de Trinité-et-Tobago.
Créé en 1974 sous le nom « National League », il devient professionnel en 1999. Il oppose en 2023 douze clubs sur 22 journées (aller et retour). Le championnat est l'un des championnats professionnels de football (avec ceux de la Jamaïque, de Haïti, de la République dominicaine) des pays de la CFU (zone Caraïbes) à côté des championnats semi-professionnels et amateurs de la région.
Defence Force est le club le plus couronné de la compétition avec vingt-quatre titres ainsi que l'actuel champion, avec son dernier sacre à l'issue de l'édition 2023.

## Histoire

### Expansion puis difficultés financières (2009-2020)
Alors que la ligue professionnelle est en difficulté et menacé de disparaitre en avril 2018, le gouvernement trinidadien injecte 11,1 millions de Dollar de Trinité-et-Tobago (environ 1,5 million d'euros) en faveur de huit clubs sur une durée de trois ans.

### Prise de pouvoir par la FIFA et relance post-pandémie en 2023

#### Passage de la TTFA sous contrôle de la FIFA
En mars 2020 se conclut de manière prématurée la saison 2019-2020 de la TT Pro League avec l'abandon de la compétition en raison de l'émergence de la Covid-19 dans le pays et le sacre par défaut de Defence Force. À la même période, le 17 mars 2020, la Fédération de Trinité-et-Tobago de football (TTFA) - dont le nouveau président William Wallace a été élu en décembre 2019 - est mise sous tutelle par la FIFA en raison de la mauvaise gestion financière, d'une dette massive et d'un risque d'insolvabilité important. Le « Comité de normalisation » mis en place doit alors gérer les affaires courantes, rétablir la santé financière de la fédération, modifier ses statuts et élire un nouveau comité exécutif. Une dette de cinquante millions de TT$ est évoquée,.

#### Batailles juridiques et suspension
Considérant cette prise de pouvoir comme injuste, inéquitable et irrespectueuse, la TTFA - par la voix de son président déchu William Wallace - se tourne vers le Tribunal arbitral du sport (TAS) afin de renverser la décision de la FIFA. Des organisations régionales, d'arbitres ou de sports scolaires annoncent leur soutien à la TTFA alors que, dans le même temps, la TT Pro League, soutient quant à elle l'instauration du comité de normalisation de la FIFA afin de protéger l'environnement économique et sportif au pays.
L'exécutif de la TTFA incarné par William Wallace campe sur ses positions et porte sa cause devant la Haute Cour de justice du pays, une démarche que condamne la FIFA qui estime que les juridictions locales n'ont pas à administrer le fonctionnement de ses organisations membres, seul le Tribunal arbitral du sport devant être compétent. Dans une décision rendue le 13 août 2020, la justice trinidadienne pointe du doigt la méthode de la FIFA et se questionne quant à la volonté de l'organisation internationale d'aller devant le TAS face à un exécutif de la TTFA qu'elle a elle-même dissout et qui ne représente ainsi plus la fédération d'un point de vue légal.
La FIFA donne un ultimatum fixé au 16 puis au 23 septembre 2020 pour le retrait par William Wallace et son conseil de toute contestation devant la justice trinidadienne. La plainte n'étant pas levée le 23 septembre, la FIFA annonce dès le lendemain la suspension de la TTFA, ce qui implique la non-participation des clubs et sélections du pays à toute compétition internationale,.
Le 19 novembre 2020, moins de deux mois après la décision de suspendre la TTFA, cette dernière et ses représentants abandonnent toute poursuite légale contre la FIFA et reconnaissent la légitimité du comité de normalisation, amenant à la fin immédiate de la suspension et le retour de Trinité-et-Tobago dans le football international,.

#### Tentatives de retour au jeu avec l'Ascension Football League
En juillet 2020, le projet de tournoi de l'Ascension Football League est relancé après une première édition sous forme de championnat de pré-saison en 2019. Il est prévu de comprendre trois niveaux : dix clubs de TT Pro League au plus haut, dix de Super League au deuxième palier et des équipes amateures des six associations régionales au niveau plancher de la compétition. Avec l'assouplissement des restrictions liées à la Covid-19, le lancement de la première compétition de football depuis mars 2020 est initialement prévu pour le 14 août 2020 mais une recrudescence du virus remet finalement à 2021 toute date potentielle de début,.
À l'été 2021, les organisateurs entrevoient le retour de l'Ascension Football League pour septembre puis octobre 2021 mais la situation sanitaire ne permet la tenue d'événements sportifs cette année encore.
Au mois de janvier 2022, un plan plus concret pour le lancement de l'Ascension Football League est déposé et prévoit le début du calendrier en mars après le feu vert du Ministère de la Santé. Le coup d'envoi de la deuxième édition du tournoi est donc donné le 25 mars 2022. Au terme de la compétition disputée sur dix-huit journées, La Horquetta Rangers est sacrée championne. Une tentative de prolonger l'engouement de ce championnat vers un mini-tournoi régional avec les champions de chaque niveau et trois clubs invités de pays caribéens est néanmoins refusée par la TTFA qui se projette plutôt sur l'organisation d'une nouvelle ligue de première division pour un horizon fin 2022.

#### Rétablissement financier
En 2021 et 2022, Robert Hadad, à la tête du comité de normalisation, travaille pour rétablir la santé financière de la TTFA ce qui permettrait un retour des activités de la première division dans un futur proche. La dette est alors réévaluée à 98,5 millions de TT$ en raison d'un contrat de bail concernant le terrain du siège de la fédération. Finalement, en septembre 2022, la fédération annonce au moyen d'un communiqué un accord pour le remboursement de cette dette dans le cadre de la Loi sur la faillite et l'insolvabilité. Sur le plan sportif, la TTFA met sur pied la « New Elite Football League » (NEFl), une première tentative pour ramener le football de première division dans le paysage sportif, avec le soutien financier du gouvernement,.

#### Une nouvelle ligue pour 2023
Après deux ans et demi de démêlés administratifs et judiciaires puis de restructuration budgétaire, la fédération se tourne vers un retour des activités sportives au pays. Le 7 février 2023 est ainsi annoncée la fondation de la TT Premier Football League, la nouvelle ligue de première division à Trinité-et-Tobago,. Quelques semaines plus tard, le comité de normalisation voit son mandat être reconduit jusqu'au 31 mars 2024. Pour relancer la première division, la TTFA forme un partenariat avec la FIFA pour la diffusion des rencontres de championnat sur la plateforme digitale FIFA+.
Finalement, trois ans après le dernier match professionnel au pays, le football reprend ses droits le 10 mars 2023 avec un double affrontement, entre W Connection et le Central FC d'un côté, Point Fortin Civic et le Club Sando de l'autre.

## Équipes de TT Premier Football League pour la saison 2023
| \| Port-d'Espagne : AC Port of Spain Police FC Prison Service Port-d'Espagne Central Sando Cunupia Defence Force Morvant La Horquetta Point Fortin Jabloteh W Connection \| Localisation des équipes engagées en 2023. |
| Port-d'Espagne : AC Port of Spain Police FC Prison Service Port-d'Espagne Central Sando Cunupia Defence Force Morvant La Horquetta Point Fortin Jabloteh W Connection                                                  |

Malgré une suspension des activités sportives pendant trois ans, les onze clubs présents en 2019-2020 disputent la saison 2023. Le Prison Service FC, basé à Port-d'Espagne et provenant des ligues inférieures, est ainsi la seule nouvelle équipe pour porter le total à douze.
| Équipe                   | Ville          | Stade                             | Capacité | Titres |
| ------------------------ | -------------- | --------------------------------- | -------- | ------ |
| Central FC               | Couva          | Stade Ato-Boldon                  | 10 000   | 3      |
| Club Sando               | San Fernando   | Mahaica Oval Pavilion             | 2 500    | 0      |
| Cunupia FC (en)          | Chaguanas      | Stade Larry-Gomes                 | 10 000   | 0      |
| Defence Force            | Chaguaramas    | Stade Hasely-Crawford             | 27 000   | 24     |
| La Horquetta Rangers     | Arima          | La Horquetta Recreational Grounds | 1 000    | 0      |
| Morvant Caledonia United | Morvant        | Park Street Recreational Ground   | 3 000    | 0      |
| Point Fortin Civic       | Point Fortin   | Mahaica Oval Pavilion             | 2 500    | 0      |
| Police FC                | Port-d'Espagne | Stade Manny-Ramjohn               | 10 000   | 3      |
| AC Port of Spain         | Port-d'Espagne | Stade Hasely-Crawford             | 27 000   | 2      |
| Prison Service           | Port-d'Espagne | Stade Hasely-Crawford             | 27 000   | 0      |
| San Juan Jabloteh        | San Juan       | Barataria Oval                    | 1 000    | 4      |
| W Connection             | Point Lisas    | Stade Manny-Ramjohn               | 10 000   | 6      |

## Palmarès

### Ligue nationale (1974-1995)
- 1974 : Defence Force (3)[Note 1]
- 1975 : Defence Force (4)
- 1976 : Defence Force (5)
- 1977 : Defence Force (6)
- 1978 : Defence Force (7)
- 1979 : Police FC (1)
- 1980 : Defence Force (8)
- 1981 : Defence Force (9)
- 1982 : ASL Sports Club (1)
- 1983 : ASL Sports Club (2)
- 1984 : Defence Force (10)
- 1985 : Defence Force (11)
- 1986 : United Petrotrin  (1)
- 1987 : Defence Force (12)
- 1988 : United Petrotrin (2)
- 1989 : Defence Force (13)
- 1990 : Defence Force (14)
- 1991 : Police FC (2)
- 1992 : Defence Force (15)
- 1993 : Defence Force (16)
- 1994 : Police FC (3)
- 1995 : Defence Force (17)

### Ligue semi-professionnelle (1996-1998)
| Saison | Champion (nombre de titres) | Vice-champion | Troisième place | Meilleur buteur                   |
| ------ | --------------------------- | ------------- | --------------- | --------------------------------- |
| 1996   | Defence Force (18)          | Inconnu       | Inconnu         | Inconnu                           |
| 1997   | Defence Force (19)          | Joe Public    | Caledonia AIA   | Gary Glasgow (Defence Force) (26) |
| 1998   | Joe Public (1)              | Caledonia AIA | Queen's Park    | Inconnu                           |

### Ligue professionnelle (1999-présent)
| Saison      | Nombre d'équipes     | Champion (nombre de titres) | Vice-champion                                                                          | Troisième place                                                                        | Meilleur buteur                                                               |
| ----------- | -------------------- | --------------------------- | -------------------------------------------------------------------------------------- | -------------------------------------------------------------------------------------- | ----------------------------------------------------------------------------- |
| 1999        | ?                    | Defence Force (20)          | Joe Public                                                                             | W Connection                                                                           | Arnold Dwarika (Joe Public) (45)                                              |
| 2000        | 8                    | W Connection (1)            | Defence Force                                                                          | San Juan Jabloteh                                                                      | Jason Scotland (Defence Force) (21)                                           |
| 2001        | 8                    | W Connection (2)            | Joe Public                                                                             | Defence Force                                                                          | Keith Gumbs (San Juan Jabloteh) (22)                                          |
| 2002        | 8                    | San Juan Jabloteh (1)       | W Connection                                                                           | Joe Public                                                                             | Cornell Glen (San Juan Jabloteh) (12) Kerry Noray (San Juan Jabloteh) (12)    |
| 2003        | 10                   | San Juan Jabloteh (2)       | W Connection                                                                           | North East Stars                                                                       | Cornell Glen (San Juan Jabloteh) (24) Randolph Jerome (North East Stars) (24) |
| 2004        | 8                    | North East Stars (1)        | W Connection                                                                           | San Juan Jabloteh                                                                      | Jerren Nixon (North East Stars) (31)                                          |
| 2005        | 7                    | W Connection (3)            | San Juan Jabloteh                                                                      | Caledonia AIA                                                                          | Gefferson Goulart (W Connection FC) Earl Jean (W Connection) (14)             |
| 2006        | 10                   | Joe Public (2)              | W Connection                                                                           | San Juan Jabloteh                                                                      | Roen Nelson (Joe Public FC) (16) Anthony Wolfe (San Juan Jabloteh) (16)       |
| 2007        | 10                   | San Juan Jabloteh (3)       | Joe Public                                                                             | W Connection                                                                           | Peter Byers (San Juan Jabloteh) (15)                                          |
| 2008        | 10                   | San Juan Jabloteh (4)       | W Connection                                                                           | North East Stars                                                                       | Devorn Jorsling (Defence Force) (21)                                          |
| 2009        | 11                   | Joe Public (3)              | San Juan Jabloteh                                                                      | Caledonia AIA                                                                          | Kerry Baptiste (Joe Public) (35)                                              |
| 2010-2011   | 11                   | Defence Force (21)          | Caledonia AIA                                                                          | Joe Public                                                                             | Devorn Jorsling (Defence Force) (15)                                          |
| 2011-2012   | 8                    | W Connection (4)            | T&T ECSC                                                                               | Caledonia AIA                                                                          | Richard Roy (Defence Force) (15)                                              |
| 2012-2013   | 8                    | Defence Force (22)          | Caledonia AIA                                                                          | T&T ECSC                                                                               | Devorn Jorsling (Defence Force) (21)                                          |
| 2013-2014   | 9                    | W Connection (5)            | Central FC                                                                             | Defence Force                                                                          | Marcus Joseph (Point Fortin Civic) (16)                                       |
| 2014-2015   | 9                    | Central FC (1)              | W Connection                                                                           | Defence Force                                                                          | Devorn Jorsling (Defence Force) (21)                                          |
| 2015-2016   | 10                   | Central FC (2)              | San Juan Jabloteh                                                                      | Defence Force                                                                          | Makesi Lewis (Police FC) (21)                                                 |
| 2016-2017   | 10                   | Central FC (3)              | W Connection                                                                           | San Juan Jabloteh                                                                      | Akeem Roach (Club Sando) (12)                                                 |
| 2017        | 10                   | North East Stars (2)        | W Connection                                                                           | Defence Force                                                                          | Neil Benjamin (W Connection) (12)                                             |
| 2018        | 10                   | W Connection (6)            | Central FC                                                                             | Club Sando                                                                             | Marcus Joseph (W Connection) (18)                                             |
| 2019-2020   | 11                   | Defence Force (23)          | Championnat arrêté en raison de la pandémie de Covid-19, seul le champion est annoncé. | Championnat arrêté en raison de la pandémie de Covid-19, seul le champion est annoncé. | Shaqkeem Joseph (Club Sando) (11)                                             |
| 2020 à 2022 | Championnat non tenu | Championnat non tenu        | Championnat non tenu                                                                   | Championnat non tenu                                                                   | Championnat non tenu                                                          |
| 2023        | 12                   | Defence Force (24)          | AC Port of Spain                                                                       | Club Sando                                                                             | Nathaniel James (Club Sando) (15)                                             |

### Palmarès par club
Le tableau suivant liste les clubs vainqueurs du championnat de Trinité-et-Tobago depuis 1972 et, pour chaque club, la division dans laquelle ils évoluent lors de la saison 2023, le nombre de titre(s) remporté(s) et les années correspondantes par ordre chronologique.
| Rang | Clubs             | 2023                       | Titre(s) | Saison(s) |
| ---- | ----------------- | -------------------------- | -------- | --- |
| 1    | Defence Force     | TT Premier Football League | 24       | 1972, 1973, 1974, 1975, 1976, 1977, 1978, 1980, 1981, 1984, 1985, 1987, 1989, 1990, 1992, 1993, 1995, 1996, 1997, 1999, 2010-2011, 2012-2013 et 2023 |
| 2    | W Connection      | TT Premier Football League | 6        | 2000, 2001, 2005, 2011-2012, 2013-2014 et 2018 |
| 3    | San Juan Jabloteh | TT Premier Football League | 4        | 2002, 2003, 2007 et 2008 |
| 4    | Central FC        | TT Premier Football League | 3        | 2014-2015, 2015-2016 et 2016-2017 |
| 4    | Police FC         | TT Premier Football League | 3        | 1979, 1991 et 1994 |
| 4    | Joe Public        | Inconnu                    | 3        | 1998, 2006 et 2009 |
| 6    | ASL Sports Club   | Inconnu                    | 2        | 1982 et 1983 |
| 6    | AC Port of Spain  | TT Premier Football League | 2        | 2004 et 2017 |
| 6    | United Petrotrin  | Inconnu                    | 2        | 1986 et 1988 |

## Logos

Jusqu'en 2019-2020